# Alexandr Alexandrovič Blok
Alexander Alexandrovič Blok, rusky Александр Александрович Блок, (28. listopadu 1880 Petrohrad – 7. srpna 1921 Petrohrad) byl ruský básník a dramatik.

## Životopis
Alexandr Blok se narodil 28. listopadu 1880 v rodině třetí dcery rektora Petrohradské univerzity A. N. Beketova, Alexandry Andrejevny. Matka brzy po porodu syna, kvůli nesnesitelnému vztahu s mužem, varšavským právníkem německého původu Alexandrem Lvovičem Blokem (1852-1909), opustila a odešla ke svému otci.
Od tří let Saša vyrůstal v bohémském prostředí, ke kterému patřila rodina matky. První básně Blok napsal, když mu bylo pět let. Od dětství trávil Alexandr Blok každé léto na dědečkově panství Šachmatovo nedaleko Moskvy. Osm kilometrů odtud se nacházelo panství Boblovo, majetek Beketovova přítele, velkého ruského chemika Dmitrije Ivanoviče Mendělejeva .
V roce 1903 se Blok oženil s Ljubov Mendělejevovou, dcerou Dmitrije Ivanoviče Mendělejeva. Věnoval jí cyklus lyrických básní Verše o krásné dámě(1904).
Revoluci Blok uvítal se smíšenými pocity. Pocházel z velmi kultivovaného prostředí, které nesdílelo socialistické názory. Sám však byl přívrženec revoluce, ale vzhledem k rodinným vazbám a k některým socialistickým tvrzením se dostával do vnitřních rozporů a dilemat. Odmítl emigraci, protože si myslel, že musí "být s Ruskem" v těžkých dobách. Na počátku května 1917 začal pracovat v Mimořádné vyšetřovací komisi Prozatímní vlády.

## Dílo
Spolu s Andrejem Bělým tvůrce druhé vlny ruského literárního symbolismu. Vedle tvorby na politická témata psal milostnou poezii a parafráze ruských a cikánských romancí.
- Verše o krásné dámě, 1904 – cyklus symbolistické lyriky
- Slavičí sad
- Odplata
- Skythové
- Dvanáct, 1918 – poema, obsahuje 12 zpěvů, zahájených motivem sněhové vánice, v níž 12 rudoarmějců táhne městem a ve jménu revoluce se pokusí zastřelit jednoho ze svých odpůrců, avšak nepodaří se jim to a místo něho zastřelí jen prostitutku. Těchto 12 „hrdinů“ je ztělesněním vzpoury proti řádu a starému světu. Básnická skladba končí mnohovýznamově tím, že v čele průvodu dvanácti rudoarmějců (apoštolů nového řádu) se zjeví Ježíš Kristus.

### Drama
Je považován za zakladatele ruského symbolistického dramatu:
- Panoptikum
- Král na náměstí
- Neznámá
- Růže a kříž – symbolistická historická tragédie

### Literární kritika a dokumenty (publicistické)
- Poslední dny carské vlády – na základě nevydaných dokumentů
- Rusko a inteligence
- Inteligence a revoluce